# Имеретинские эскизы
«Имерети́нские эски́зы» (груз. იმერული ესკიზები) — художественный фильм режиссёра Наны Мчедлидзе, лирическая музыкальная комедия.

## Сюжет
Перед началом работы над эскизами Ана приезжает в деревню к своей родной бабушке, чтобы ещё раз посмотреть на старые фамильные фотографии. Она просматривает фотографии и вспоминает своё детство, прошедшее в имеретинском селе, и другие истории из жизни семьи, главное действующее лицо в которых — бабушка Мариам. Закадровый текст читает актриса Ольга Гобзева.

## В ролях
- Нана Мчедлидзе — бабушка Мариам
- Нана Квателадзе
- Магдана Мчедлидзе
- Марина Георгадзе
- Сосо Чаишвили
- Бадри Какабадзе — Барнаб
- Григорий Цитаишвили
- Джумбер Дзидзава
- Римма Чумбуридзе